# Фу Чун
Фу Чун (кит.: 苻崇; піньїнь: Fú Chong; помер 394) — останній імператор Ранньої Цінь періоду Шістнадцяти держав.
Правив упродовж дуже незначного періоду 394 року після смерті свого батька Фу Дена. Того ж року загинув у бою проти Західної Цінь. Таким чином Рання Цінь припинила своє існування.

## Девіз правління
- Яньчу (延初) 394